# Zagórz (gmina)
Zagórz – gmina miejsko-wiejska w województwie podkarpackim, w powiecie sanockim. W latach 1975–1998 gmina położona była w województwie krośnieńskim.
Siedziba gminy to Zagórz.

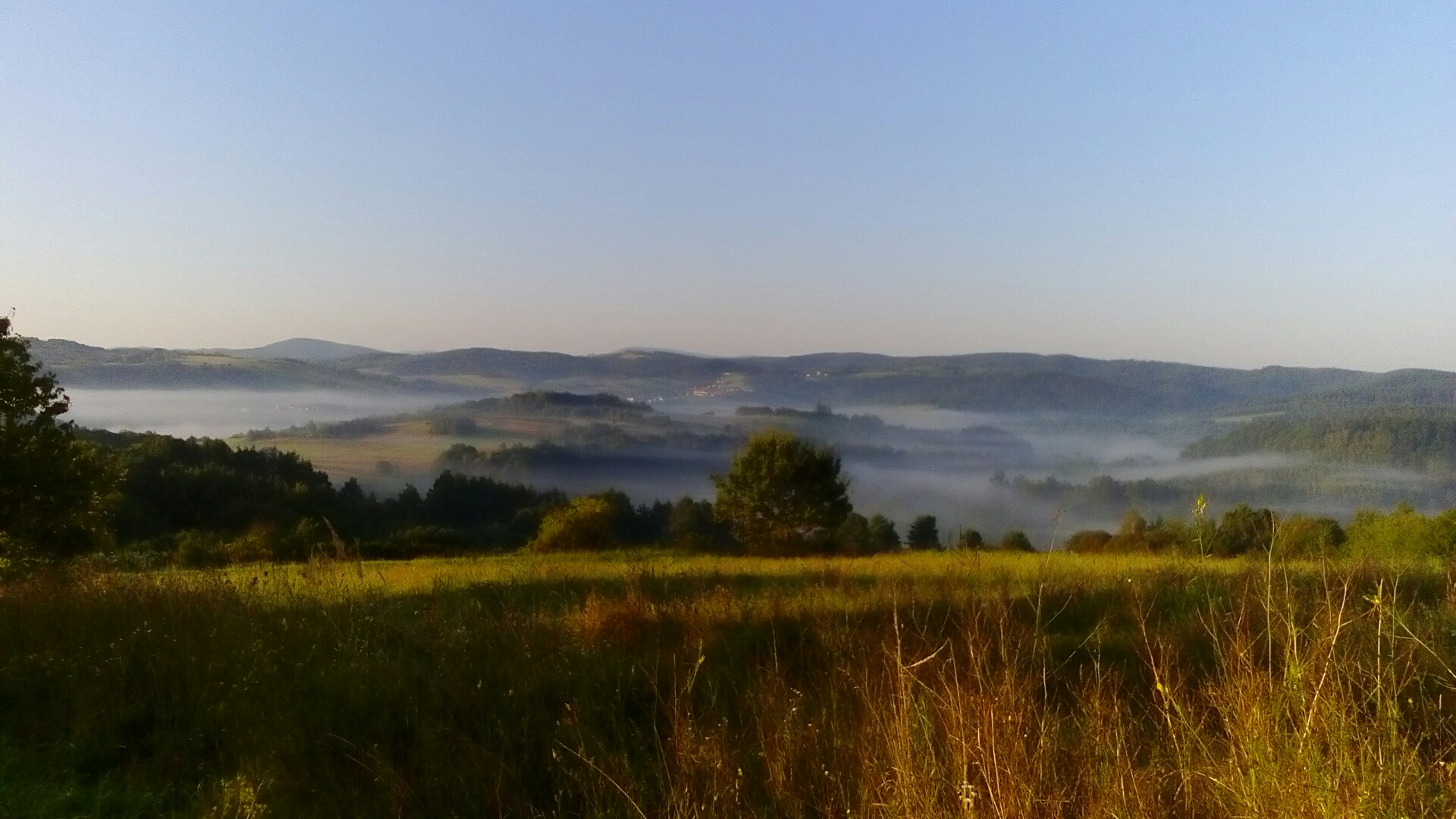
Fragment gminy Zagórz między Porażem a Czaszynem

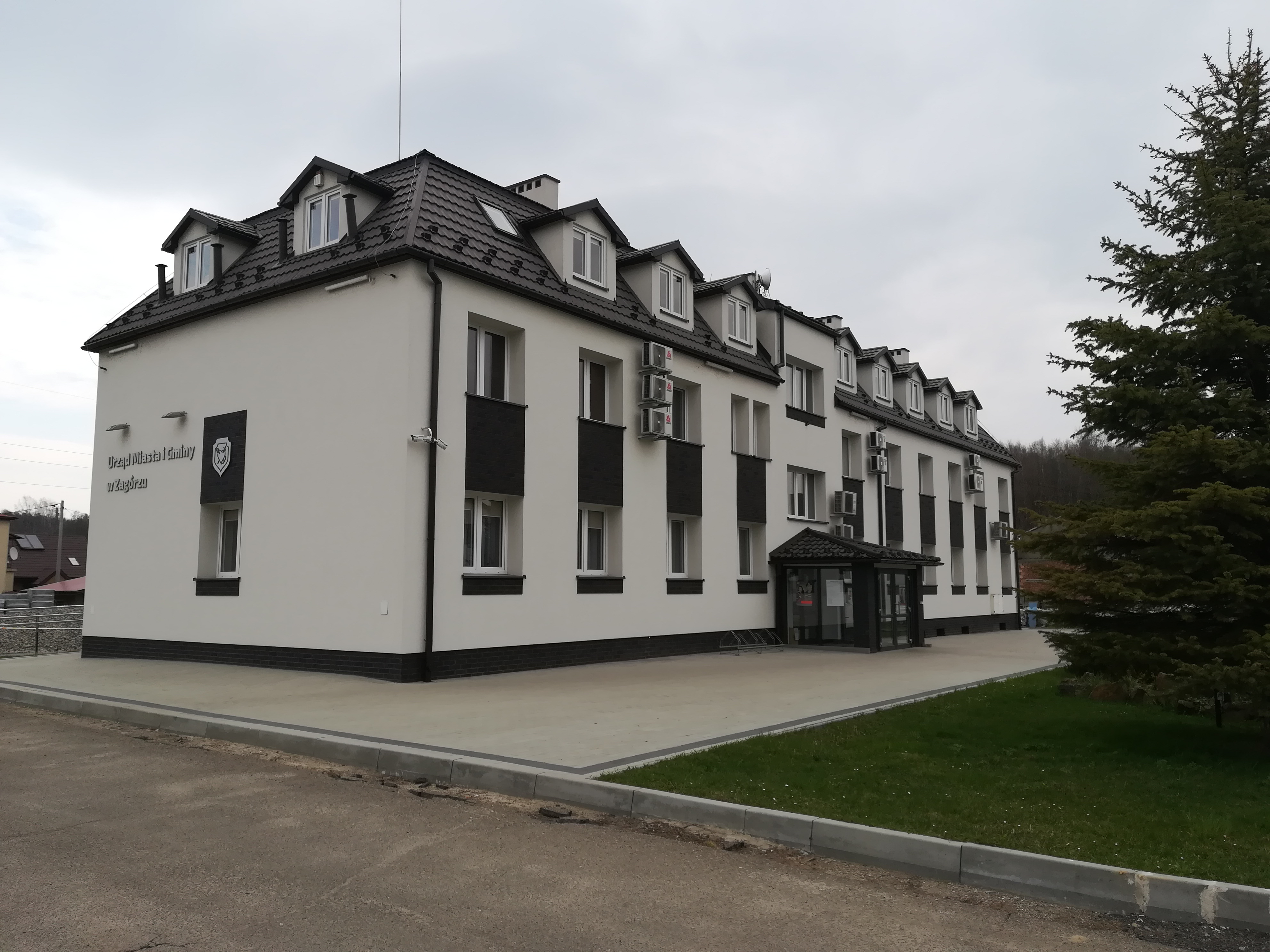
Urząd Miasta i Gminy Zagórz

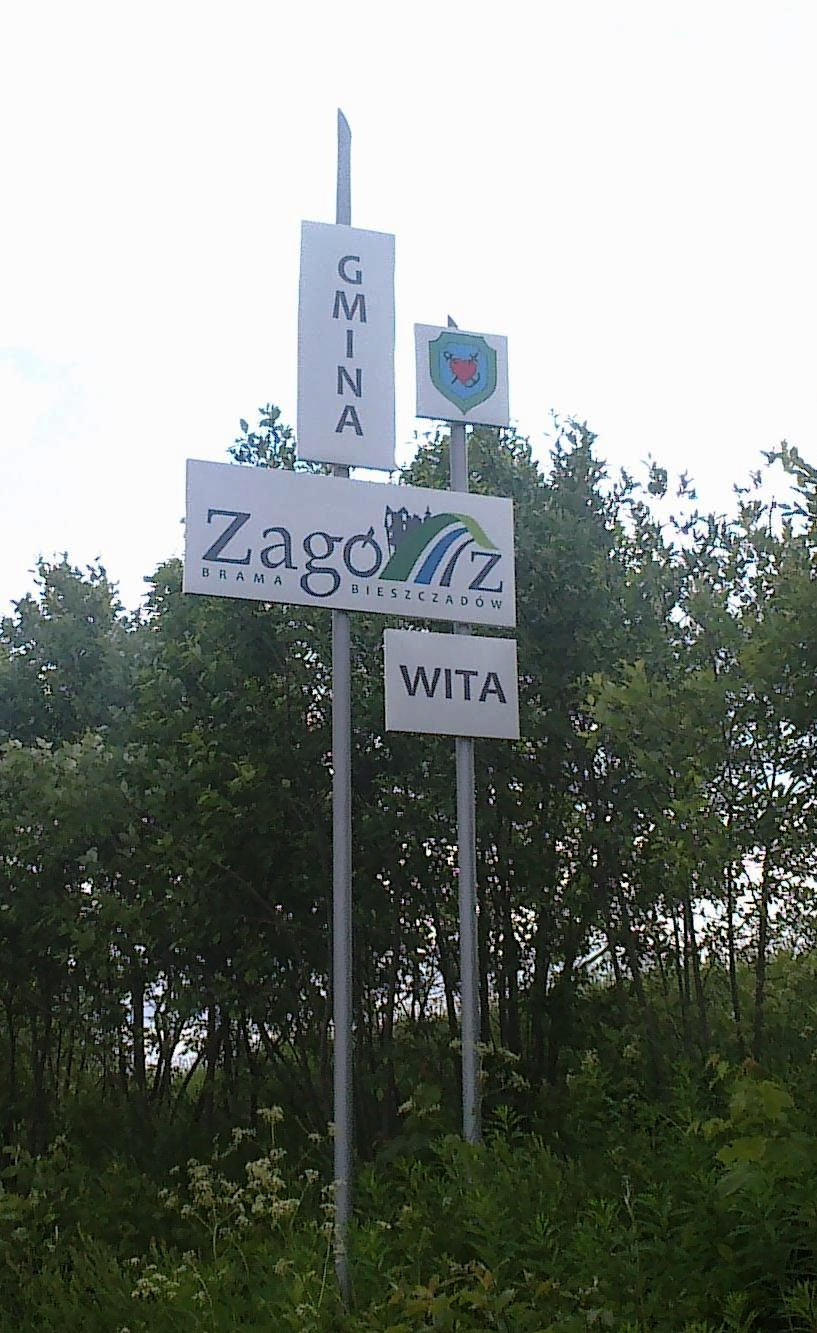
Tablica z herbem i logo Gminy Zagórz oraz hasłem „Zagórz – Brama Bieszczadów”

Według danych z 30 czerwca 2004 gminę zamieszkiwało 12 658 osób. Natomiast według danych z 31 grudnia 2017 roku gminę zamieszkiwało 13099 osób.

## Struktura powierzchni
Według danych z roku 2002 gmina Zagórz ma obszar 160,05 km², w tym:
- użytki rolne: 45%
- użytki leśne: 44%

Gmina stanowi 13,06% powierzchni powiatu.

## Demografia

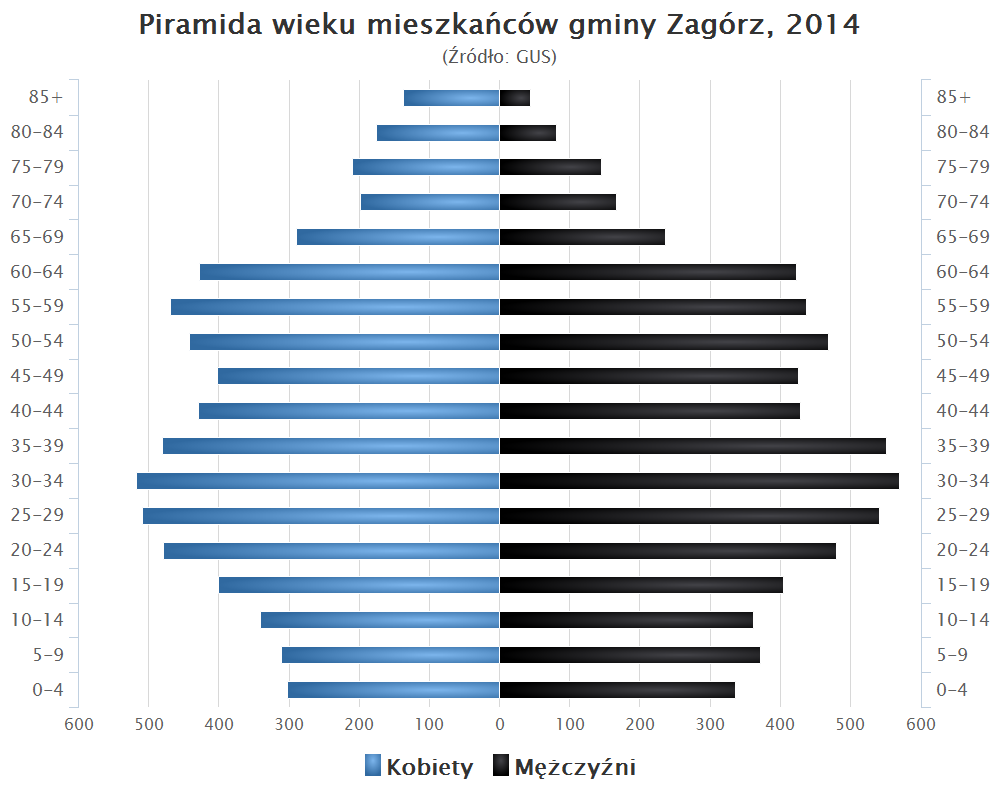
Piramida wieku mieszkańców gminy Zagórz w 2014 roku

Dane z 31 grudnia 2017 roku:
| Opis                              | Ogółem | Ogółem | Kobiety | Kobiety | Mężczyźni | Mężczyźni |
| --------------------------------- | ------ | ------ | ------- | ------- | --------- | --------- |
| Jednostka                         | osób   | %      | osób    | %       | osób      | %         |
| Populacja                         | 13 099 | 100    | 6 540   | 49,9    | 6 559     | 50,1      |
| Gęstość zaludnienia [mieszk./km²] | 82     | 82     | 40      | 40      | 42        | 42        |

## Honorowi obywatele
W 1992 tytuł Honorowego Obywatela Gminy Zagórz otrzymali m.in. Jerzy Osiatyński, Artur Balazs za realizację gazyfikacji miasta i gminy Zagórz, w 1999 tytuł Honorowego Obywatela Miasta i Gminy Zagórz otrzymał papież Jan Paweł II.

## Sołectwa
Czaszyn, Łukowe, Mokre, Morochów, Olchowa, Poraż, Tarnawa Dolna, Tarnawa Górna, Średnie Wielkie, Zahutyń, Kalnica.
Bez statusu sołectwa: Brzozowiec – podlega pod Czaszyn

## Historia
Gmina Zagórz powstała 1 lutego 1977 w województwie krośnieńskim w związku z wyłączeniem z t.zw. Wielkiego Sanoka czterech sołectw (Dolina, Wielopole, Zagórz i Zasław, włączonych do niego w 1972 roku) i utworzenim z nich nowego miasta Zagórz. Równocześnie utworzono po raz pierwszy gminę Zagórz z siedzibą w Zagórzu, który jednak ustanowił odrębną jednostkę administracyjną. W skład gminy Zagórz weszły następujące obszary:
- cały obszar zniesionej gminy Tarnawa Górna, obejmujący sześć sołectw (Czaszyn, Łukowe, Olchowa, Średnie Wielkie, Tarnawa Dolna i Tarnawa Górna) i sześć obrębów geodezyjnych (Kalnica, Kamionki, Morochów, Poraż, Sukowate i Zawadka Morochowska);
- z gminy Komańcza – sołectwo Mokre;
- z miasta Sanoka – sołectwo Zahutyń;
- z gminy Sanok – sołectwa Niebieszczany i Stróże Małe oraz obręb geodezyjny Stróże Wielkie.

1 kwietnia 1977, dwa miesiące później, zmieniono zdanie odnośnie Niebieszczan, Stróżów Małych i Stróżów Wielkich, które włączono z powrotem do gminy Sanok.
1 lutego 1992 połączono gminę Zagórz z miastem Zagórz.

## Miejscowości nieistniejące
- Choceń – podlega pod Średnie Wielkie
- Kamionki – podlega pod Kalnicę
- Sukowate – podlega pod Kalnicę
- Zawadka Morochowska

## Miasta partnerskie
- Medzilaborce
- Gorodok[15]
- Schodnica

## Sąsiednie gminy
Baligród, Bukowsko, Komańcza, Lesko, Sanok, Sanok (miasto)